# Seznam nigerijskih kardinalov
Seznam nigerijskih kardinalov.

## A
- Francis Arinze

## E
- Dominic Ekandem

## O
- Anthony Olubunmi Okogie
- Peter Ebere Okpaleke
- John Olorunfemi Onaiyekan